# Podolnaja
Podolnaja (ros. Подольная) – wieś w Rosji, w rejonie wożegodskim obwodu wołogodzkiego. W 2021 r. była niezamieszkana.